# Rotterdamse Schie
Die Rotterdamse Schie ist ein zu großen Teilen zugeschütteter Kanal zwischen Overschie und Rotterdam.

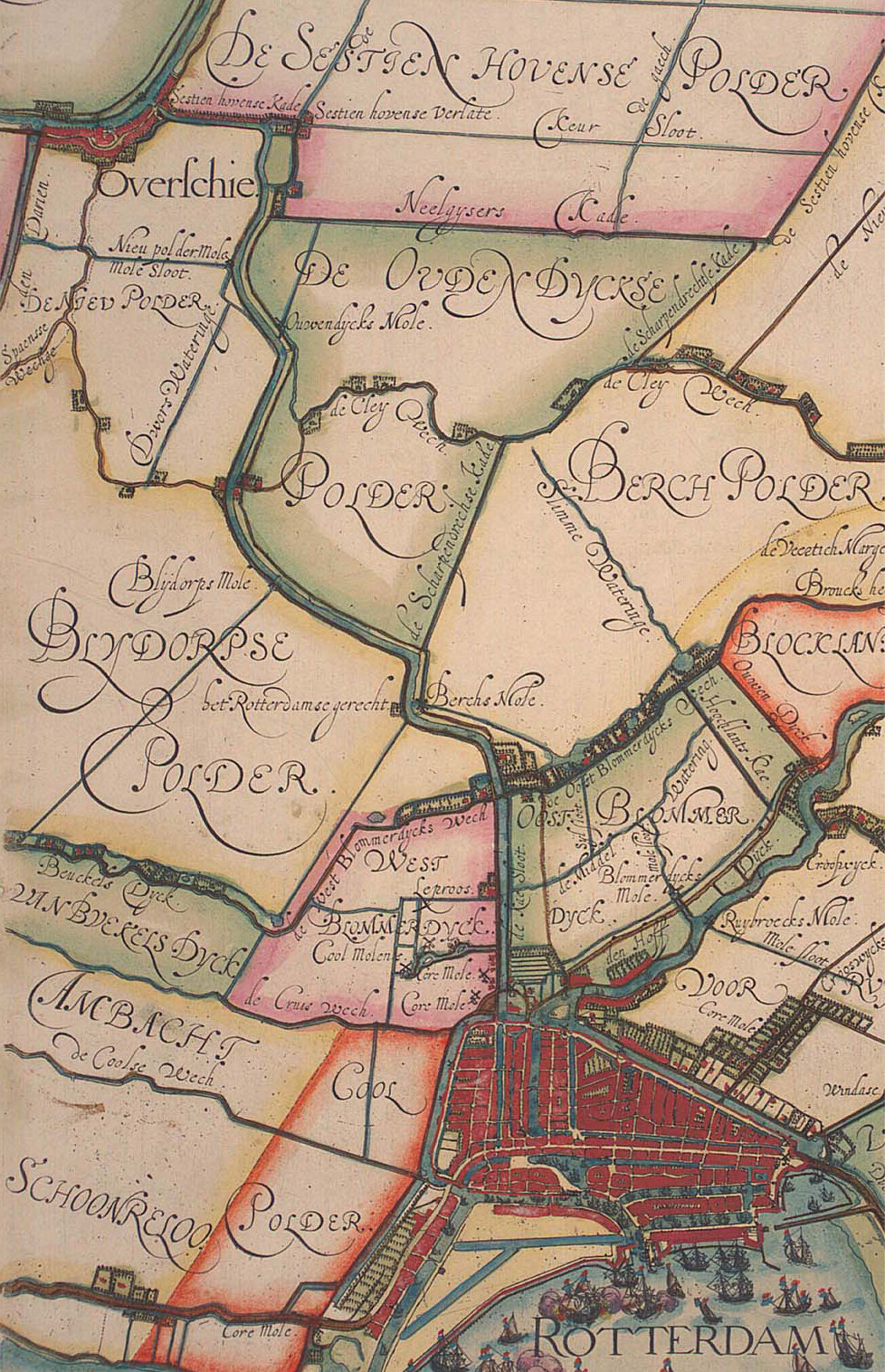
Karte der Rotterdamer Schie 1611

Am 7. Juni 1340 bekam Rotterdam von Graf Willem IV von Holland die Stadtrechte verliehen. Dabei erhielt Rotterdam das Privileg, dass Schieland die Stadt beim Bau eines Kanals zwischen Overschie und Rotterdam helfen musste. Der Bau dauerte von 1343 bis 1348. Der Verlauf ist sehr kurvenreich, da man auch alte Wasserläufe mit einbezog.
Delft wollte für seinen Handel nicht abhängig von Rotterdam sein, und es gelang, von Graf Albrecht I. (Bayern) 1389 eine Konzession zum Bau einer eigenen Schie zu bekommen. An der Stelle, wo die Delftse Schie den Schielands Hoge Zeedijk kreuzte, entstand Delfshaven.
Rotterdam und Delft hatten in der Folgezeit immer wieder Streitigkeiten um die beiden Schieen, was zu einer jahrelangen Schließung der Rotterdamer Schie führte. 1512 wurde dieser Konflikt vom Grote Raad Van Mechelen zu Gunsten Rotterdams gelöst.
1933 wurde die Verbindung zwischen der Delfshavener Schie und der Nieuwe Maas durch die Öffnung der Parkschleusen verbessert. Die Bedeutung der Rotterdamse Schie nahm dadurch ab.
Ab 1931 wurde die Rotterdamse Schie wegen des Wohnungsbaus in Blijdorp umgeleitet. Hierfür wurde der Noorderhaven als Verbindung zum Schie-Schiekanal angelegt. Nach der Bombardierung Rotterdams 1940 wurde die Rotterdamse Schie mit dem Schutt aus der Innenstadt verfüllt. Bei Overschie sind noch kleine Teile der Rotterdamse Schie übrig geblieben.

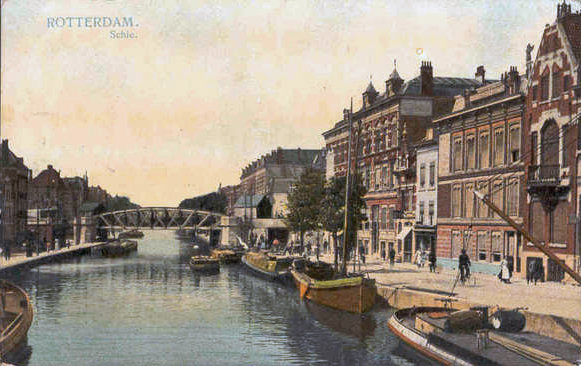
Rotterdamse Schie 1910